# Liste der Kulturdenkmäler in Ginseldorf
Die folgende Liste enthält die in der Denkmaltopographie ausgewiesenen Kulturdenkmäler auf dem Gebiet des Ortsteils Ginseldorf der  Stadt Marburg, Landkreis Marburg-Biedenkopf, Hessen.
Hinweis: Die Reihenfolge der Denkmäler in dieser Liste orientiert sich an der Anschrift, alternativ ist sie auch nach der Bezeichnung oder der Bauzeit sortierbar.
Kulturdenkmäler werden fortlaufend im Denkmalverzeichnis des Landes Hessen durch das Landesamt für Denkmalpflege Hessen auf Basis des Hessischen Denkmalschutzgesetzes (HDSchG) geführt. Die Schutzwürdigkeit eines Kulturdenkmals hängt nicht von der Eintragung in das Denkmalverzeichnis des Landes Hessen oder der Veröffentlichung in der Denkmaltopographie ab.

## Kulturdenkmäler
| Bild                                    | Bezeichnung                             | Lage | Beschreibung | Bauzeit              | Objekt-Nr. |
| --------------------------------------- | --------------------------------------- | --- | ------------ | -------------------- | ---------- |
| Direkt Bild zu diesem Denkmal hochladen | Gesamtanlage historischer Ortskern      | Adam-Schmitt-Weg; An der Kirche; Bachstraße; Bürgelner Straße; Enserweg; Ohmweg; Rinnweg; Unterer Ohmweg; Von-Keitz-Straße |              |                      |            |
| Bild gesucht BW                         | Dreiseitige Hofanlage                   | Adam-Schmitt-Weg 2 LageFlur: 7, Flurstück: 115/63, 65/2                                                                    |              | 1837                 |            |
| Direkt Bild zu diesem Denkmal hochladen | Bildstock Christus am Ölberg (Nr. 1)    | Adam-Schmitt-Weg o. Nr. (vor Nr. 4) Flur: 7, Flurstück: 91/8                                                               |              | 1750                 |            |
| Wohnhaus, Scheune                       | Wohnhaus, Scheune                       | Bachstraße 2 LageFlur: 8, Flurstück: 26/1, 23/7                                                                            |              | Ab 1676              |            |
| Dreiseitiger Hof                        | Dreiseitiger Hof                        | Bachstraße 4 LageFlur: 8, Flurstück: 24/3                                                                                  |              | 1885                 |            |
| Backhaus                                | Backhaus                                | Bürgelner Straße 1 LageFlur: 7, Flurstück: 88/30, 48/1                                                                     |              | Vor 1807             |            |
| Dreiseitige Hofanlage                   | Dreiseitige Hofanlage                   | Bürgelner Straße 3 LageFlur: 8, Flurstück: 29/1                                                                            |              | 1810                 |            |
| Ehem. Deutschordenshof                  | Ehem. Deutschordenshof                  | Bürgelner Straße 4 LageFlur: 7, Flurstück: 47/1, 126/46                                                                    |              | 18.–20. Jh.          |            |
| weitere Bilder                          | Katholische Kirche St. Johannes d. T.   | Bürgelner Straße 5 LageFlur: 8, Flurstück: 17/2                                                                            |              | 15. Jh.              |            |
| Kreuz                                   | Kreuz                                   | Bürgelner Straße 5 LageFlur: 8, Flurstück: 17/2                                                                            |              | 1938                 |            |
| Denkmal                                 | Denkmal                                 | Bürgelner Straße 5 LageFlur: 8, Flurstück: 17/2                                                                            |              |                      |            |
| Hakenhof                                | Hakenhof                                | Bürgelner Straße 7 LageFlur: 8, Flurstück: 8/5                                                                             |              | 18. Jh.              |            |
| Bild gesucht BW                         | Hofanlage                               | Bürgelner Straße 8 LageFlur: 8, Flurstück: 31/4                                                                            |              | 18./19. Jh.          |            |
| Direkt Bild zu diesem Denkmal hochladen | Bildstock Geißelung Christi (Nr. 2)     | Bürgelner Straße o. Nr. (gegenüber von Nr. 8) Flur: 8, Flurstück: 10/14                                                    |              | 1750                 |            |
| Wohnhaus                                | Wohnhaus                                | Ohmweg 1 LageFlur: 7, Flurstück: 40/4                                                                                      |              | 18. Jh.              |            |
| Wohnhaus                                | Wohnhaus                                | Ohmweg 2 LageFlur: 7, Flurstück: 34                                                                                        |              | 1718                 |            |
| Direkt Bild zu diesem Denkmal hochladen | Hochkreuz                               | Ohne Anschrift Flur: 6, Flurstück: 197                                                                                     |              | 1901                 |            |
| Direkt Bild zu diesem Denkmal hochladen | Bildstock Dornenkrönung Christi (Nr. 3) | Ohne Anschrift Flur: 1, Flurstück: 37/2                                                                                    |              | 1750 (1980 erneuert) |            |
| Bild gesucht BW                         | Wohnhaus                                | Rinnweg 2 LageFlur: 7, Flurstück: 50/1                                                                                     |              | 1844                 |            |
| Direkt Bild zu diesem Denkmal hochladen | Einhaus                                 | Rinnweg 4 Flur: 7, Flurstück: 55/2                                                                                         |              | Nach 1700            |            |
| Wohnhaus, Scheune                       | Wohnhaus, Scheune                       | Rinnweg 5 LageFlur: 7, Flurstück: 111/30                                                                                   |              | Um 1900              |            |
| Ehemalige Schule                        | Ehemalige Schule                        | Rinnweg 7 LageFlur: 7, Flurstück: 29/9                                                                                     |              | 1841                 |            |
| Direkt Bild zu diesem Denkmal hochladen | Bildstock Kreuzigung Christi (Nr. 4)    | Seelheimer Weg o. Nr. Flur: 7, Flurstück: 88/4                                                                             |              | 1750                 |            |
| Dreiseitige Hofanlage                   | Dreiseitige Hofanlage                   | Von-Keitz-Straße 4 LageFlur: 8, Flurstück: 19/6                                                                            |              | 18. Jh.              |            |
| Direkt Bild zu diesem Denkmal hochladen | Hochkreuz                               | Zur Bergwiese o. Nr. Flur: 7, Flurstück: 77/4                                                                              |              | 1898                 |            |
| Direkt Bild zu diesem Denkmal hochladen | Verkehrsmal                             | Außerhalb der Ortslage 1 Flur: 6, Flurstück: 17/1                                                                          |              | 1855                 |            |